# Cathayanthe biflora
Cathayanthe biflora är en tvåhjärtbladig växtart som beskrevs av Woon Young Chun. Cathayanthe biflora ingår i släktet Cathayanthe och familjen Gesneriaceae. Inga underarter finns listade i Catalogue of Life.